# LOVE YOU NEED YOU feat. AI
「LOVE YOU NEED YOU feat. AI」（ラブ・ユー・ニード・ユー・フィート・アイ）は、THE BAWDIESの5作目のシングル。2011年3月30日にビクターエンタテインメントから発売された。
プロデューサーにはLOVE PSYCHEDELICOのNAOKIが起用されている。

## 収録曲

### CD
1. LOVE YOU NEED YOU feat. AI
（作詞：ROY, AI / 作曲：ROY）
  - ゲストボーカルにAIが参加。この曲が出来たときに、ROYの頭の中でメインで歌っている女性の声が流れ、ソウルミュージックを日本でしっかり表現できる女性歌手としてAIに声を掛けたという[2]。
2. WHAT YOU SAY
（作詞・作曲：ROY）
3. HIT THE ROAD JACK feat. AI
（作詞・作曲：Percy Mayfield）
  - Percy Mayfieldが作詞・作曲し、1961年にRay Charlesが取り上げてヒットした楽曲。学生時代にカバーしたが、女性コーラスを求めすぎて表現しきれず挫折しており、「LOVE YOU NEED YOU」のレコーディング後に「もう一曲やらない?」とAIに頼みレコーディングした[2]。

### 7inch
1. LOVE YOU NEED YOU feat. AI
2. HIT THE ROAD JACK feat. AI